# Monique Negler
Monique Negler est une Française élue Miss Normandie 1957, puis Miss France 1958.

## Biographie
Elle est originaire de Cherbourg où elle est étudiante en médecine, selon Ouest-France.

## Élection
Monique Negler est d'abord élue Miss Trouville, où elle passe ses vacances d'été.
L'élection eut lieu au Grand Hôtel, rue de Metz, lors du réveillon du Nouvel An, à Toulouse. Seize jeunes femmes concouraient, la plus jeune avait seize ans, l'aînée vingt. Miss Normandie avait pris la précaution de se faire accompagner de son père, professeur de tennis, de sa mère et même de sa grand-mère qui avait exigé que sa petite-fille passe ses jours et ses nuits à ses côtés. À la dernière minute, l'aïeule avait même recousu le maillot de bain de la future Miss France parce qu'elle le trouvait trop décolleté.[réf. souhaitée]
Ses mensurations sont : taille : 1,75 m, tour de taille : 52 cm, tour de poitrine : 95 cm, tour de hanches : 95 cm. Les deux demoiselles d'honneur de Miss France sont Françoise Radureau (Miss Poitou) et Evelyne Ricket (Miss Alsace).[réf. souhaitée]